# Llaueta de Presquiró
La llaueta de Presquiró és una llau de l'antic terme de Sant Salvador de Toló, actualment pertanyent a Gavet de la Conca, al Pallars Jussà.
S'origina al vessant de ponent de la Serra de la Campaneta, des d'on davalla cap al nord-oest, fins que arriba a la zona de Presquiró, on torç cap al nord, per anar-se a abocar al cap d'un curt tram en el barranc de la Rovira, a la zona de los Sossiats.